# 200 Первомайцев
200 Первомайцев или 200 из Кесариани (греч. 200 της Καισαριανής) — 200 заключённых греческих коммунистов, расстрелянных 1 мая 1944 года в отместку за убийство греческими партизанами генерала Креха и других немецких офицеров, во время германо-итало-болгарской оккупации Греции 1941—1944 годов.

## Предыстория
С февраля 1937 года началась массовые аресты и заключения греческих коммунистов и других противников диктатуры генерала Метаксаса в крепости Акронафплия и Нафплион, а также ссылки их на пустынные острова Эгейского моря.
После капитуляции греческого генералитета в апреле 1941 года состоялась официальная передача 600 заключённых коммунистов Акронафплии немецким оккупационным властям.
Из них 200 были отправлены в лагеря Катуна, Воница и другие. 300 были перевезены в лагерь города Лариса (54 заключённых города были расстреляны 6 июня 1943 года в отместку за действия партизан). После капитуляции Италии 8 сентября 1943 года, оставшиеся заключённые были переведены из Ларисы в лагерь афинского пригорода Хайдари.

## Убийство генерала Креха
В апреле 1944 года партизаны роты 8-го полка Народно-освободительной армии Греции (ЭЛАС), под командованием лейтенанта Манолиса Статакиса, убили в засаде недалеко от города Молаи (Лакония, Пелопоннес) генерал-майора Креха и ещё трёх немецких офицеров.
Оккупационная газета «Катимерини» 30 апреля 1944 года опубликовала следующее объявление:

27 апреля 1944 года коммунистические банды в засаде у Молаи трусливо убили немецкого генерала и 3-х сопровождающих его офицеров. Многие немецкие солдаты были ранены. В отместку за это приказано:
1. расстрелять 200 коммунистов 1 мая 1944.
2. расстрелять любого мужчину, обнаруженного вне своего села по дороге Молаи — Спарта.

— Военная администрация Греции

## Расстрел
Утром 1 мая, после переклички 3 тыс. заключённых, в лагере Хайдари началось зачитывание 200 имён по списку, предварительно составленному в гестапо. Это были преимущественно члены Коммунистической партии Греции, но также 8 человек из троцкистской Организации коммунистов-интернационалистов Греции.
Под номером 71 было объявлено имя заключённого Наполеона Сокадзидиса, который в силу своего немецкого образования был лагерным переводчиком. Вмешался комендант лагеря Карл Фишер: «Только не ты, Наполеон». Ответом было: «Я готов принять от тебя дар, при условии, что на моё место не встанет другой».
То же самое повторилось и с Антонисом Варфоломеосом, который был поставлен администрацией во главе заключённых.
200 заключённых коммунистов были погружены на грузовики и через Афины перевезены на стрельбище северо-восточного пригорода Кесариани, основанного в 20-е годы беженцами из мало-азийской Кесария (ныне турецкий Кайсери). Подготовленная акция городских отрядов Сопротивления отбить заключённых была отменена по причине массовой мобилизации оккупационных сил. По дороге заключённые, знавшие о том, что им предстояло, разбрасывали записки своим родственникам и друзьям.
На стрельбище смертники были разбиты на двадцатки. Сокадзидис, выполнявший до конца роль переводчика, был помещён в последнюю двадцатку. На переведённый вопрос офицера, хотят ли смертники сказать что-либо, первая двадцатка выкрикнула «Да здравствует Греция». Двадцатки пели попеременно Национальный гимн и «Интернационал».
Расстрелянные грузились на грузовики последующими двадцатками. Последняя двадцатка была погружена на грузовики немцами в 10 утра. Трупы были перевезены и похоронены на 3-м кладбище города, без имён. Опознавание останков захороненных состоялось через год после освобождения.
Стрельбище было использовано для расстрелов 48 раз в годы оккупации, британской интервенции 1944 года и гражданской войны 1946—1949 годов.

## Память

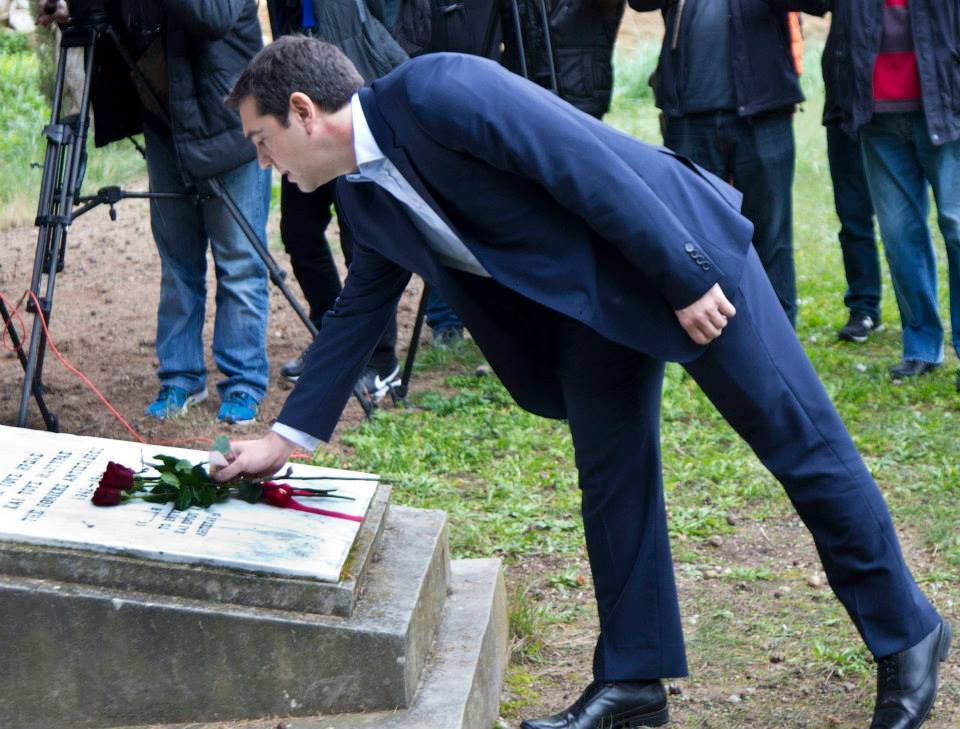
Алексис Ципрас возлагает цветы к Мемориалу 200 Первомайцев

Казнь 200 коммунистов стала одним из самых символических событий в истории Сопротивления в Греции, так что и поныне память о жертвах очень важна для греческих левых.
1 мая 1950 года, когда публичные празднования Дня международной солидарности трудящихся разрешили впервые с 1936 года, когда их запретил режим Метаксаса, акцию провели на месте стрельбища в Кесариани — под требованиями амнистии для более 20 тысяч политических заключённых, всё ещё содержавшихся после гражданской войны в лагерях и на островах вроде Макронисоса.
Жертвы расстрела долгие годы не упоминались, и только после своей легализации в 1974 году компартия смогла начать борьбу за перемещение со стрельбища федерации стрелкового спорта и строительства мемориала на месте расстрела 200 Первомайцев и других 400 коммунистов и антифашистов.
Во время своего визита в Грецию в июне 1987 года президент ФРГ Рихард фон Вайцзеккер посетил мемориал в Кесариани, чтобы почтить память погибших от немецкой оккупации в годы Второй мировой войны. Он также упомянул места, где нацисты и вермахт осуществили другие массовые бойни в Греции — Калаврита, Дистомо, Коммено, Канданос и т. д. Впрочем, жест Вайцзеккера был воспринят со скептицизмом в консервативных кругах немецкой и греческой администраций.
26 января 2015 года Алексис Ципрас, избранный новым премьер-министром Греции после победы его партии СИРИЗА (Коалиция радикальных левых) на парламентских выборах днём ранее и ставший первым главой греческого правительства от сил левее социал-демократии, первым делом отправился возложить цветы к мемориалу павшим 200 Первомайцам, что было воспринято и как дань уважения левой антифашистской традиции, и как вызов Берлину, с которым разворачивалось противостояние по вопросу внешней задолженности Греции.
В октябре 2017 года вышел художественный фильм кинорежиссёра Пантелиса Вулгариса «Последняя запись» (Το Τελευταίο Σημείωμα), повествующий об истории 200 Первомайцев с фокусом на взаимоотношениях коменданта лагеря Карла Фишера и узника-переводчика Наполеона Сокадзидиса.
Расстрел 200 первомайцев отмечен многими греческими художниками и поэтами.
- Фотис Ангулес:

Сколько крестов что стоят, сколько крестов что будут стоять
Нас только крестами и можно считать
Кресты, везде кресты
Безслёзны мы, не плачем, не смеёмся
Наши дома дымят, голодны наши дети, не прогнёмся
Зашли мы за метки границ нашей боли
Кресты, везде кресты